# Kleve (Naturschutzgebiet)
Kleve ist ein Naturschutzgebiet in der schleswig-holsteinischen Gemeinde Sankt Michaelisdonn im Kreis Dithmarschen.

## Allgemeines
Das Naturschutzgebiet wurde Ende 1962 ausgewiesen (Datum der Verordnung: 8. November 1962) und ersetzt das gleichnamige, Ende 1938 ausgewiesene Naturschutzgebiet. Der größte Teil des Naturschutzgebietes ist Bestandteil des 222 Hektar großen FFH-Gebietes „Klev- und Donnlandschaft bei St. Michaelisdonn“. Zuständige untere Naturschutzbehörde ist der Kreis Dithmarschen. Das Naturschutzgebiet wird durch den Fachdienst Kultur und Allgemeines – Kreisforsten des Kreises Dithmarschen betreut.

## Beschreibung
Das Naturschutzgebiet liegt nördlich von Brunsbüttel wenige hundert Meter südöstlich von Sankt Michaelisdonn. Es stellt einen bis zu 30 Meter hohen Hang an der Grenze zwischen Geest und Marsch unter Schutz. Der Hang ist ein historisches Kliff der ehemaligen Nordseeküste. Er erstreckt sich entlang einer Altmoräne aus der Saale-Eiszeit. Aus dieser tritt an mehreren Stellen Quellwasser aus.
Der Geesthang ist überwiegend mit Niederwald sowie Eichen-Mischwäldern bewaldet. Im nördlichen Bereich des Schutzgebietes, durch das die Bahnstrecke St. Michaelisdonn–Friedrichskoog verläuft, ist auch eine Grünlandfläche zu finden. Im südlichen Bereich des Naturschutzgebietes stockt Heide auf baumfreien Flächen. Teilweise ist hier auch Trockenrasen zu finden. Die Heide muss zur Pflege beweidet werden. Auch das als Plaggen bezeichnete Abtragen der Gras- und Heidesoden muss zur Verjüngung der Heide weitergeführt.
Auf den Heideflächen leben bis zu 300 Insektenarten, darunter Hummeln, Wildbienen, Wespen wie Grab- und Wegwespen, Schwebfliegen, Heuschrecken und Laufkäfer. Auch zahlreiche Reptilien kommen hier vor, so z. B. Blindschleiche, Schlingnatter, Ringelnatter, Kreuzotter sowie Zaun- und Waldeidechse. Weiterhin bietet das Naturschutzgebiet Feldhase und Wildkaninchen sowie verschiedenen Marderarten einen Lebensraum.
Das Naturschutzgebiet ist an den Rändern durch Wanderwege erschlossen. Am Bismarck-Stein im Norden, einem Findling, der während der Verbreiterung des Nord-Ostsee-Kanals 1907 bis 1914 gefunden wurde und 1915 hier aufgestellt wurde und am Spiekerberg im Süden befinden sich Aussichtspunkte in die Elbmarsch.